# Kotelsko
Kotelsko je osada, část obce Veselá v okrese Semily. Nachází se asi dva kilometry západně od Veselé.
Kotelsko je také název katastrálního území o rozloze 0,98 km².

## Historie
První písemná zmínka o vesnici pochází z roku 1667.

## Pamětihodnosti
- Krucifix, uprostřed vsi (kulturní památka ČR)

## Fotogalerie

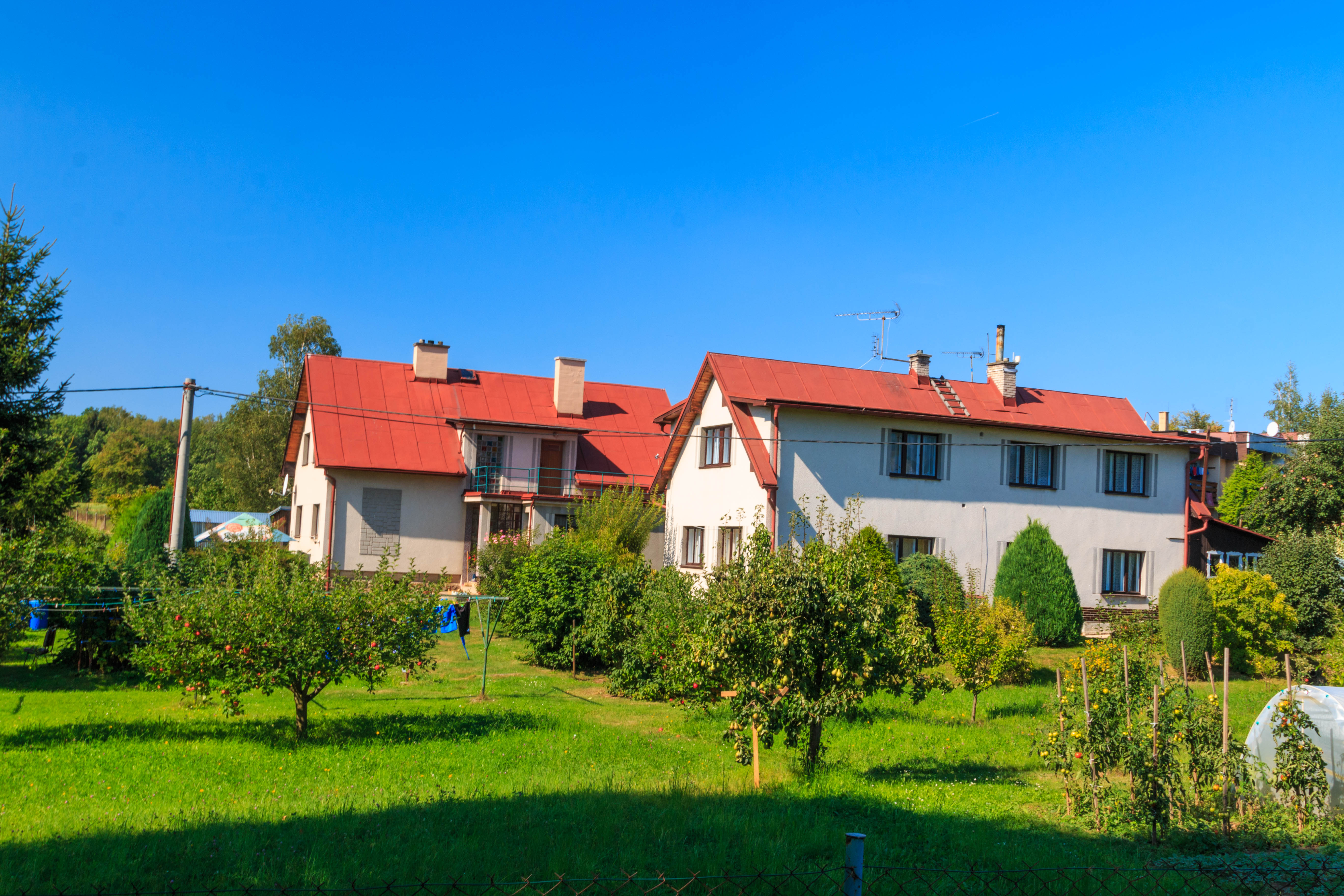
Dům čp. 11
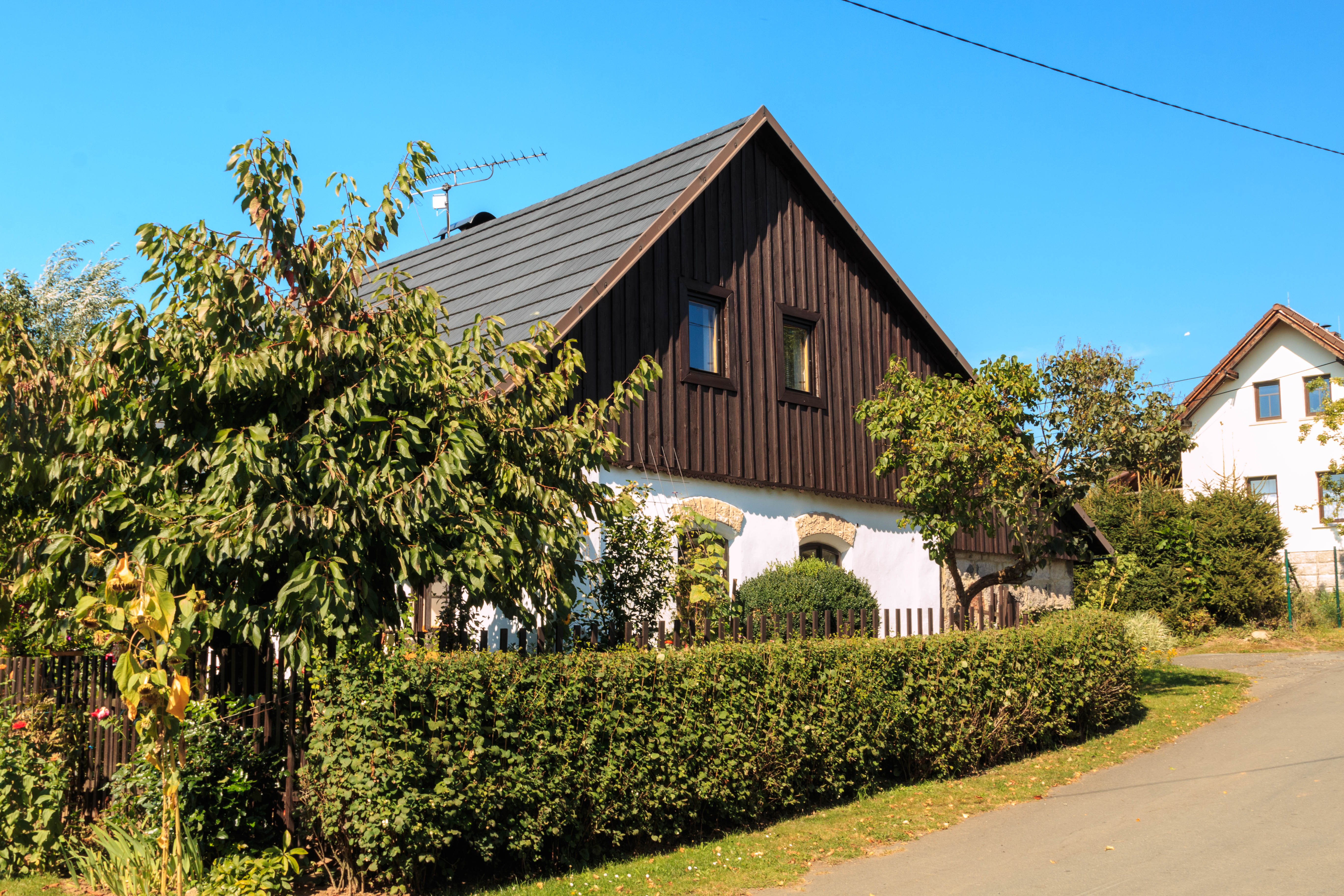
Dům čp. 34
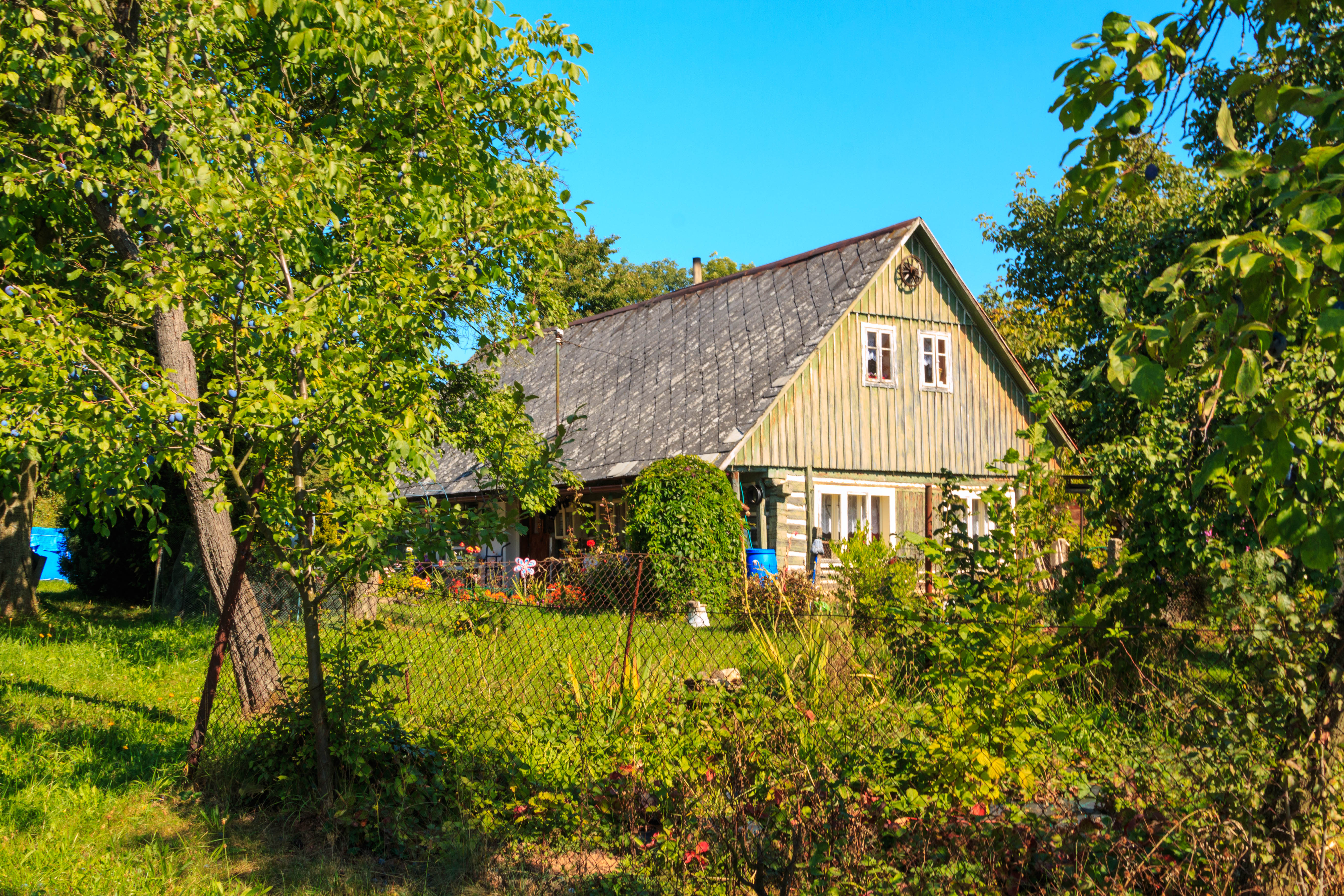
Dům čp. 16
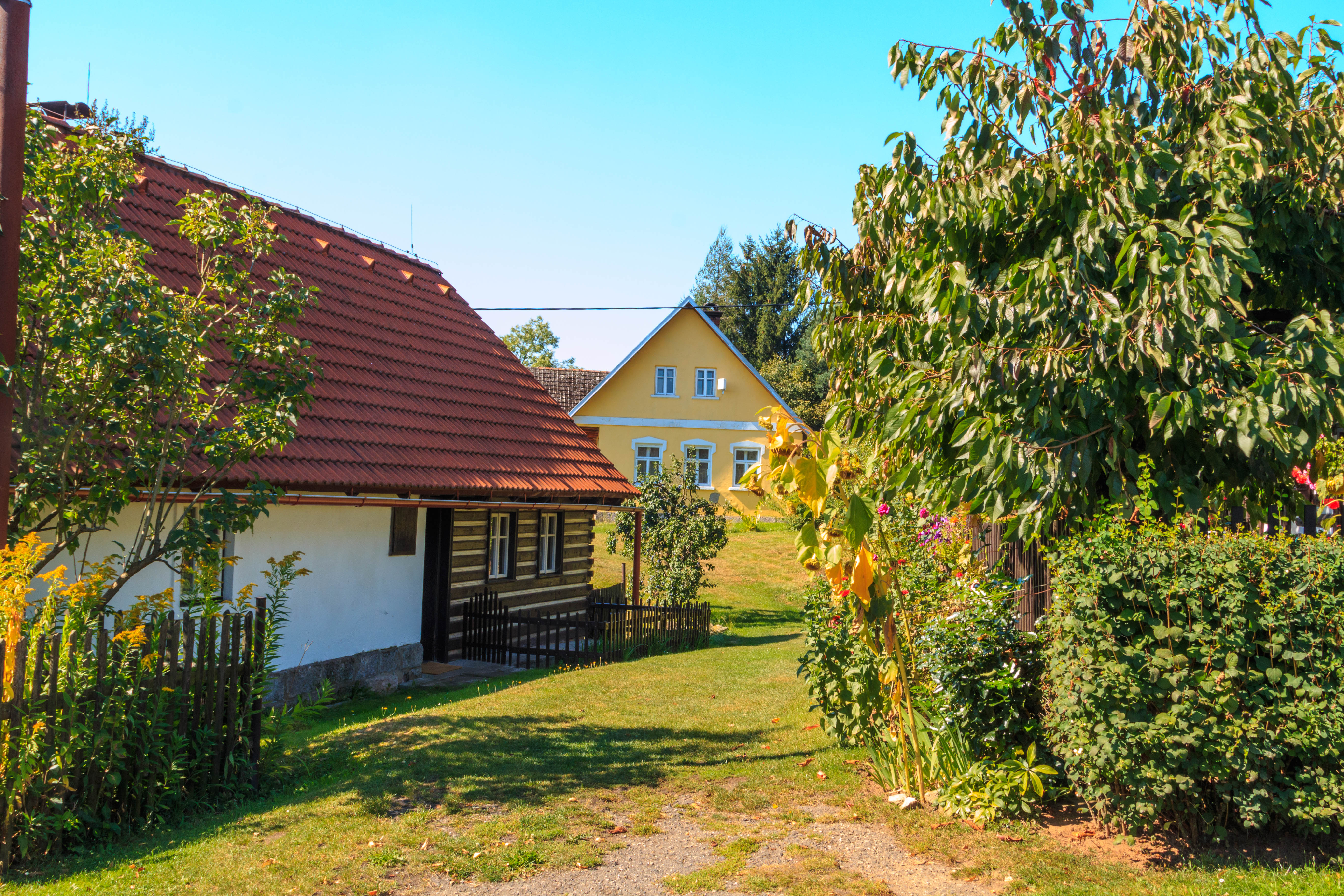
Dům čp. 14.jpg